# Скоробагатський Віктор Іванович
Віктор Іванович Скоробагатський 15 травня  1924 року– 5 квітня  2004 року, м. Ромни) – актор, режисер, поет, письменник, публіцист.

## Життєпис
Скоробагатський Віктор Іванович походить з давнього роду. Рід Скоробагатських - стародавній,   початок   бере з часів Запорізької Січі.  Його пращур, Юрій Скоробагатський, служив спочатку писарем, а потім скарбником усього козацтва, тому що був дуже порядною і чесною людиною. У  його роду були гени литовського народу і  поляків та росіян.
Народився Віктор Іванович 15 травня  1924 року в сім’ї акторів. Батько, Скоробагатський Іван Георгійович, та мати, Олександра Олександрівна, були добре знані на роменській сцені. Тому Віктор Іванович рано прилучився до мистецтва, пізнав театральне життя. У період окупації німцями території України був вивезений на примусові роботи до Німеччини, коли повернувся, його заарештували, звинуватили в шпигунстві, і заслали на 5 років до Сибіру. 
У 1952 році В. Скоробагатський закінчив Львівське театральне училище, став професійним актором і театральним художником. Працював у Володимир-Волинському театрі режисером. У 1957 році театр припинив свою діяльність, і Віктор Іванович переїхав у м. Ромни. 
Віктор Іванович - всебічно розвинена людина: у ньому  поєднувалися, крім артиста, ще й поет, письменник, історик, а також риси  суспільно-політичного діяча. У свій час він очолював "Рух" на Роменщині, працював під керівництвом видатного політичного діяча Вячеслава Чорновола.
Похований Скоробагатський В. І. в місті Ромни. 

## Творчий шлях
Скоробагатський Віктор Іванович  творчу діяльність розпочав з організації колективів художньої самодіяльності. Мріяв про створення драматичного театру, який би міг продовжити традиції таких відомих митців та ентузіастів сценічного мистецтва, як Ганна Затиркевич-Карпинська, Степан Шкурат, Андрій Воликівський,  Микола Кір'ян, Галина Закрой, Іван Підопригора.  
Уже перебуваючи на заслуженому відпочинку, В.І.Скоробогатський  в Ромнах в 1995 році організував аматорський театр "Відродження", який завойовував вершини театрального мистецтва, за що йому було присвоєно звання народного. Поряд з цим  писав п’єси, поетичні твори. 
Він був Головою Народного контролю в Ромнах, засновником спочатку газети, а потім літературно-історичного альманаху ,,Відродження Роменщини”, нині "Ромен". 
У жовтні 2002 року вийшов перший номер альманаху "Відродження Роменщини" на 24-х сторінках. У 2003 році друкує свої вірші на сторінках альманаху "Така моя доля", "Пісня прощання". З-під його пера вийшли поетичні твори " До 1100-річчя Ромен", " Зачаруй мене, поле !", " Пісня прощання", " Засторога ", " Огнєва роща", "Слався, Ромен", "За Моцартом", "Діалог з самим собою". У 2002 році "Самвидав" вийшла книга "Жорна" з меморіально-історичними повістями. 